# Heiliger Abend

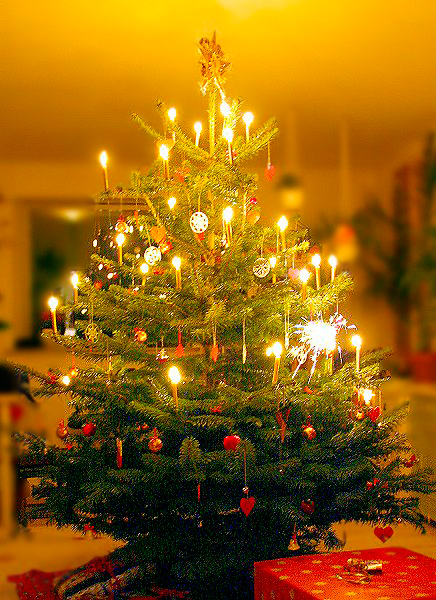
Ein Christbaum oder Weihnachtsbaum

Der Heilige Abend am 24. Dezember, auch Heiligabend oder Weihnachtsabend genannt, ist der Vorabend des Weihnachtsfestes (Fest der Geburt Jesu Christi); vielerorts wird auch der ganze Vortag so bezeichnet. Am Abend findet unter anderem in Deutschland, der Schweiz, in Liechtenstein und in Österreich traditionell die Bescherung statt. Als Heilige Nacht oder als Christnacht wird die Nacht vom 24. auf den 25. Dezember bezeichnet.

## Allgemeines

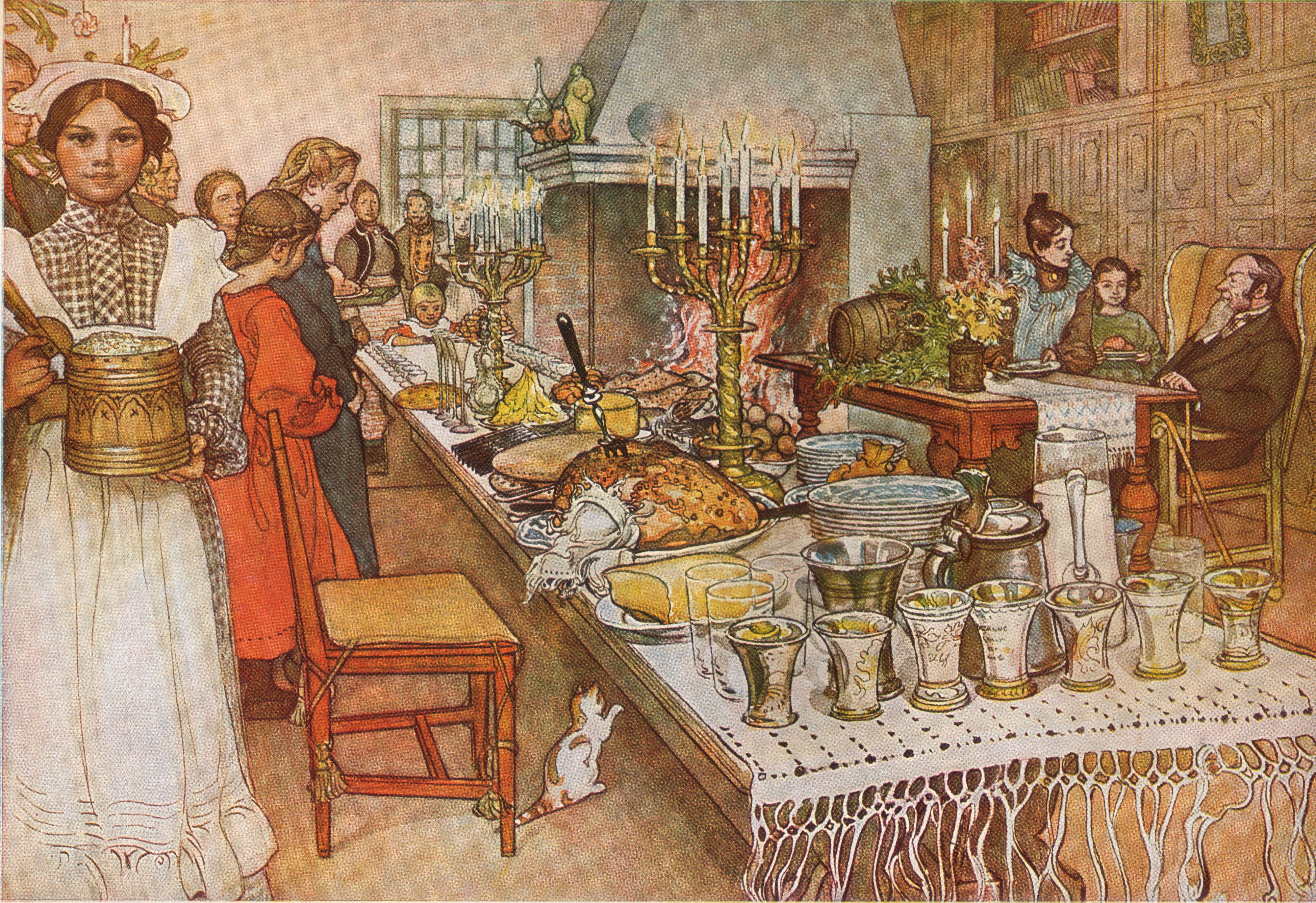
„Julaftonen“ (Der Heilige Abend), Aquarell von Carl Larsson, 1904–1905

In einigen Kulturen endete der Tag mit dem Sonnenuntergang, somit gehört der Abend des 24. Dezembers liturgisch bereits zum Weihnachtstag. In Europa, besonders in den deutschsprachigen Ländern hat sich die familiäre Weihnachtsfeier mit Bescherung und Festessen mehr und mehr auf den Abend oder schon den Nachmittag des 24. Dezember vorverlagert. In der orthodoxen Kirche hingegen gilt der 24. Dezember weiterhin als letzter Tag der vorweihnachtlichen Fastenzeit, so dass traditionell ein Mahl ohne tierische Produkte eingenommen wird. Das Festessen findet dann am 25. Dezember statt.
Neben den deutschsprachigen Ländern findet die Bescherung unter anderem auch in Argentinien, Ungarn und den nordischen Ländern an Heiligabend statt. In den meisten anderen Ländern, vor allem den englisch- und französischsprachigen, werden die Geschenke am Morgen des ersten Weihnachtstages verteilt. In Polen wird der Heilige Abend Wigilia genannt, an dem spezifisch polnische Bräuche zelebriert werden. Volkstümliche Bräuche sind teils mit christlichen Traditionen verschmolzen, beispielsweise das Brechen spezieller Weihnachtsoblaten (Bożenarodzeniowe opłatki) unter den Anwesenden und ein fleischloses traditionelles 12-Gerichte-Menü.
Das Fest wird meist im Familienkreis gefeiert. Zuerst folgt in der Regel die Bescherung und danach das Essen zum Heiligen Abend, es kann aber auch umgekehrt ablaufen. In Deutschland ist es verbreitete Sitte, Kartoffelsalat mit Würstchen oder Frikadellen oder eine ähnlich einfache Mahlzeit zu essen, aber auch aufwendigere Gerichte wie Gans, Karpfen oder Schäufele mit Kartoffelsalat und Feldsalat sind üblich. In vielen Familien gehört der Besuch eines Gottesdienstes, entweder am späten Nachmittag (Christvesper, Krippenspiel) oder in der Nacht (Christmette) zum Ritual, auch bei Nicht-Kirchgängern. Die Gottesdienste an Heiligabend gehören daher in allen Konfessionen zu den am besten besuchten des ganzen Jahres.

## Liturgie

### Katholische Liturgie
Die Tagzeiten des Stundengebets einschließlich der Non und die Messfeier am Vormittag sind die letzten Gottesdienste der Adventszeit. Mit der ersten Vesper von Weihnachten beginnt die Weihnachtszeit. Der Tag gilt – örtlich unterschiedlich – bis zur Vesper oder zur nächtlichen Christmette als Fast- oder Abstinenztag. Der Fastenbrauch ist in einigen Ländern als Kirchengebot erhalten; im Bereich der Deutschen Bischofskonferenz wird er von manchen freiwillig weitergepflegt.
Örtlich wurde die Zeit der Christmette von Mitternacht immer weiter in die Abendstunden vorgezogen. Bei Sonnenuntergang am späten Nachmittag finden vielerorts bereits „Kinderchristmetten“ und Krippenspiele statt. Die Christmette soll nach den erneuerten liturgischen Vorschriften jedoch in der Nacht stattfinden, da es sich um eine Nachtwache handelt.

### Evangelische Liturgie
Die Christvesper zum Heiligen Abend scheint in der öffentlichen Wahrnehmung im evangelischen Raum der weihnachtliche Hauptgottesdienst zu sein; dies trifft nach der Liturgie der evangelischen Landeskirchen nicht zu. Christmetten gehören in den meisten evangelischen Kirchengemeinden zum festen Bestand.

## Recht
Der 24. Dezember ist in Deutschland, der Schweiz, in Liechtenstein und in Österreich kein gesetzlicher Feiertag im Sinne der Arbeitsruhe (Werktag). In den meisten Landesgesetzen ist er ab den Nachmittags- oder Abendstunden als stiller Tag festgelegt.
Viele der Feiertagsgesetze der deutschen Bundesländer schreiben für Heiligabend ab 14 Uhr vor, dass in der Gastronomie nur dem Charakter des Tages angemessene Musik gespielt werden darf.
In Europa ist der 24. Dezember in folgenden Ländern ein gesetzlicher Feiertag: Bulgarien, Estland, Litauen, Polen, Slowakei, Schweden, Tschechien und in der Republik Zypern.

## Sonstiges
Die Erzählung Bergkristall von Adalbert Stifter erschien zunächst 1845 unter dem Titel „Der heilige Abend“ in der Zeitschrift Die Gegenwart.
Im Jahr 1914 legten etwa 100.000 Soldaten der West- und Ostfront des Ersten Weltkriegs zu Weihnachten ihre Waffen in einem unautorisierten Waffenstillstand nieder. Dieser Weihnachtsfrieden dauerte einige Tage.
In den Jahren 1940 bis 1943 instrumentalisierte der Großdeutsche Rundfunk den Heiligen Abend mit propagandistischen Weihnachtsringsendungen zur „Verbindung von Front und Heimat“.
Von 1952 an wurden zu Heiligabend in vielen Häusern brennende Kerzen in die Fenster gestellt. Der damals Regierende Bürgermeister von Berlin, Ernst Reuter, hatte dazu aufgerufen, auf diese Weise der Kriegsgefangenen zu gedenken, die nach Kriegsende noch nicht heimgekehrt waren. Nach dem Bau der Berliner Mauer wurde 1962 die Sitte durch einen Aufruf des Kuratoriums Unteilbares Deutschland neu belebt, um Solidarität mit den Deutschen in der DDR zu bekunden.
Der Brauch, am Heiligen Abend eine brennende Kerze ins Fenster zu stellen, wird seit 1986 wieder gepflegt. In Rom erscheint der Papst um 18 Uhr am Fenster seiner Privatgemächer und entzündet eine Kerze mit der Luce della Pace (Friedenslicht), das in der Vorweihnachtszeit von Pfadfindern in der Geburtsgrotte Jesu Christi in Betlehem entzündet worden ist und in Laternen weitergegeben wird, um es in der Heiligen Nacht in den Fenstern leuchten zu lassen.
Nach jüdischer Tradition gibt es in manchen Gemeinden spezielle Bräuche zu Weihnachten (Nittel Nacht).